# Акха (язык)
Акха (Ahka, Aini, Aka, Ak’a, Ekaw, Ikaw, Ikor, Kaw, Kha Ko, Khako, Khao Kha Ko, Ko, Yani) — язык народа акха, которые говорят на нём в штате Шан на востоке Мьянмы и в провинции Юньнань на юге Китая, также на севере Лаоса и севере Таиланда. Китайские лингвисты считают, что язык акха является диалектом языка хани, имеющий много разновидностей, разбросанных по провинции Юньнань.
В Таиланде этот язык называется икав (Ikaw), в Лаосе — кав (Kaw), в Мьянме — кав (Kaw), во Вьетнаме — хани (Hanhi), а в Китае — хани (Hani).